# SEIL
SEIL（ザイル）とは、IIJが開発、販売するIPアクセスルータである。
Service Equipment for Integrated Line、もしくは Simple and Easy Internet Lifeの略でありIIJがインターネットサービスプロバイダとしての知見を生かし開発されている。

## 概要
- 主に同社の法人顧客に対して販売、リースされているが販売代理店から直接購入することも可能。
- OSにはNetBSDを採用しIPv4/IPv6デュアルスタック、IPv6-IPv4トランスレータに対応している。
- RIP/RIP2,OSPF,RIPng等のルーティングプロトコルに対応。
- VPN機能としてL2TP/IPsec, PPTPをサポート。外部認証としてRADIUSをサポートしている。
- VRRPによる冗長化、ポートVLAN，タグVLAN，QoS制御、アプリケーションゲートウェイ機能、SNMP、ファイアウォール機能を有する。

## SMF
SEILには同社が開発したSMF(SEIL Management Framework) と呼ばれるフレームワークが搭載され、ルータの設定情報を拠点サーバから一括管理し複数台のSEILルータに対して初期設定やファームウェアのアップデート等の保守を行うことが可能である。
銀行の支店やコンビニエンスストア、フランチャイズ展開する店舗等の拠点へ専門の保守要員が現地に出向くことなくルータの設定管理を一括して行うことができる。通信対戦機能を有するゲームセンターの筐体への組み込み稼動実績も有する。
また、SEILで動作するソフトウェア群はSEIL Engine/SEIL Stackとして販売され、SMF機能を有したルータが他社メーカーから発売されている。

## シリーズ製品
- 現行製品
  - SEIL/x86 (ソフトウェアルータ)

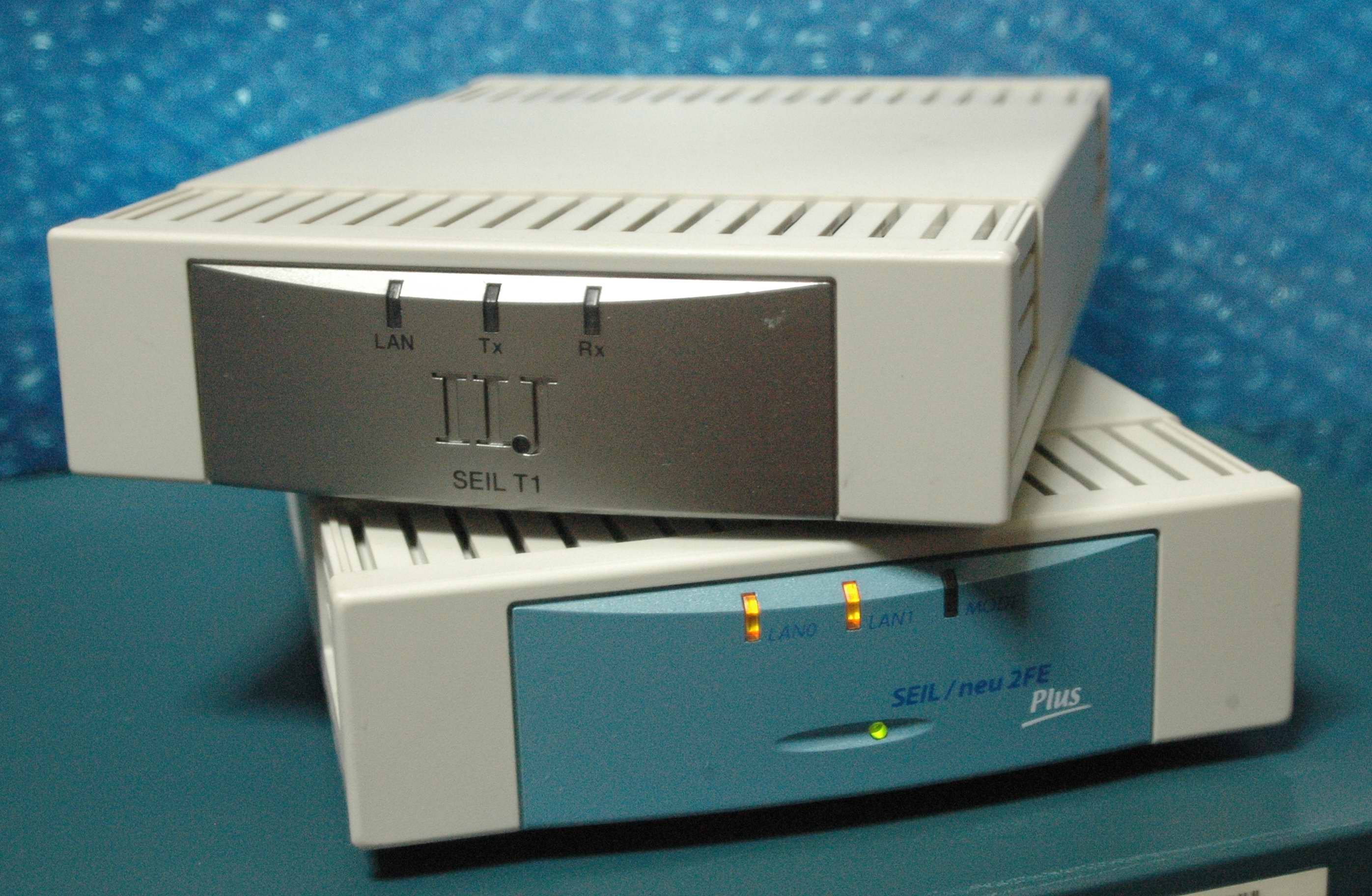
SEIL neu T1/SEIL neu 2FE Plus

  - SEIL BPV4 (ハードウェアにSEIL/x86をインストールしたアプライアンス製品)
  - SEIL/X4 (Gigabit Ethernet WAN用x1、LAN用x4(L2 Switch)、DMZ用x1の6ポートを搭載している)

- 販売終了
  - SEIL/B1 (Fast Ethernet/BRI/3Gモバイル端末)
  - SEIL/X1 (Gigabit Ethernet/3Gモバイル端末)
  - SEIL/X2 (Gigabit Ethernet/3Gモバイル端末)
  - SEIL/Turbo (Gigabit Ethernet )
  - SEIL/neu 2FE Plus (Fast Ethernet )
  - SEIL/neu 2FE (Fast Ethernet)
  - SEIL/neu ATM (ATM Fast Ethernet)
  - SEIL/neu 128(BRI)
  - SEIL/neu T1 (PRI)
  - SEIL T1(PRI)
  - SEIL(BRI)

## SMF機能対応他社ルータ
- 沖電気工業
  - BB MediaRouter (試作機)
- 日本電気
  - UNIVERGE IX2005-Z/IX2025-Z/ IX3110-Z
- センチュリーシステムズ
  - FutureNet CS-SEIL-510/C
  - FutureNet MA-410-SEIL
- サン電子
  - Rooster-G8.0 (試作機)
- ジュニパーネットワークス
  - M7i Router(JUNOS)